# Otterthal
Otterthal osztrák község Alsó-Ausztria Neunkircheni járásában. 2019 januárjában 584 lakosa volt. 

## Elhelyezkedése

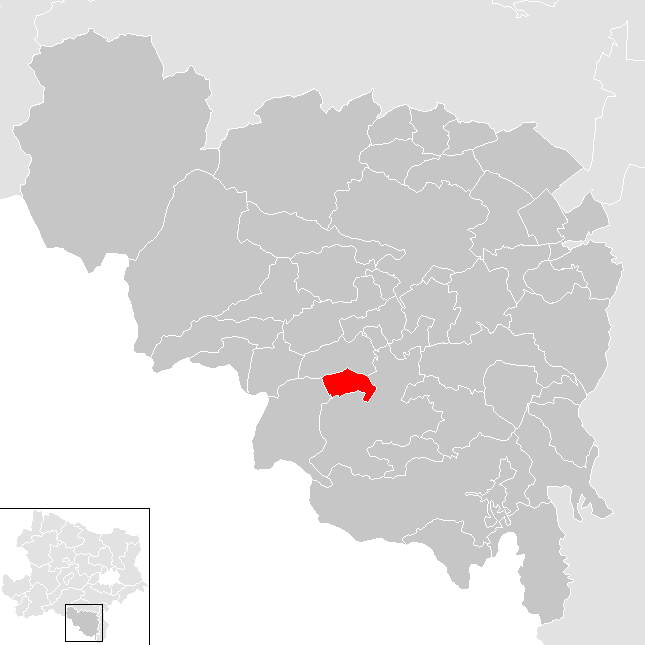
Otterthal a Neunkircheni járásban

Otterthal Alsó-Ausztria Industrieviertel régiójában fekszik a Wechsel-hegység északi lábainál, az Otterbach  folyó mentén. Területének 61,7%-a erdő. Az önkormányzat egyetlen katasztrális községből áll.   
A környező önkormányzatok: északra Raach am Hochgebirge, délkeletre Kirchberg am Wechsel, délnyugatra Trattenbach. 

## Története
A községet először 1150-ben említik Oder néven. Mai neve ("Oderttal") 1416-ban fordul elő elsőként az írásos forrásokban. 
Otterthal önkormányzata 1923-ban vált önállóvá, korábban Trattenbachhal és Kranichberggel alkotta Kranichberg községet.

## Lakosság
Az otterthali önkormányzat területén 2019 januárjában 584 fő élt. A lakosságszám 1991-ben érte el a csúcspontját 628 fővel; azóta egy nagyobb csökkenés után ismét enyhe növekedésnek indult. 2017-ben a helybeliek 96,1%-a volt osztrák állampolgár; a külföldiek közül 0,3% a régi (2004 előtti), 3,4% az új EU-tagállamokból érkezett. 2001-ben a lakosok 93,3%-a római katolikusnak, 1,1% evangélikusnak, 1,8% mohamedánnak, 3,2% pedig felekezeten kívülinek vallotta magát. Ugyanekkor 6 magyar (1,1%) élt a községben. 
A lakosság számának változása:

| 2016 | 605 |
| 2018 | 592 |

## Látnivalók
A községben nincs műemléki védettségű épület.

## Fordítás
- Ez a szócikk részben vagy egészben  az   Otterthal című német Wikipédia-szócikk ezen változatának fordításán alapul.  Az eredeti cikk szerkesztőit annak laptörténete sorolja fel. Ez a jelzés csupán a megfogalmazás eredetét és a szerzői jogokat jelzi, nem szolgál a cikkben szereplő információk forrásmegjelöléseként.